# Élections législatives de 1946 au Togo français
Les élections législatives françaises de 1946 se tiennent le 10 novembre. Ce sont les premières élections législatives de la Quatrième république, après l'adoption lors du référendum du 13 octobre d'une nouvelle constitution.

## Mode de scrutin
L'Assemblée nationale est composée de 618 sièges pourvus au scrutin proportionnel plurinominal suivant la règle de la plus forte moyenne dans le cadre départemental, sans panachage.
Le vote préférentiel est admis, en inscrivant un numéro d'ordre en face du nom d'un, de plusieurs ou de tous les candidats de la liste. Mais l'ordre ne pourra être modifié que si au moins la moitié des suffrages portés sur la liste est numéroté. Dans les faits les modifications ne dépasseront jamais les 7%.
Dans le territoire sous tutelle du Togo français, un député est à élire, soit un nouveau siège créé spécialement pour le territoire.
La nouvelle constitution établit le collège unique, les deux députés élus en juin pour le collège des citoyens (Robert Lattès) et celui des autochtones (Fily Dabo Sissoko) se représentent.
La constitution sépare en effet la circonscription de Dahomey de celle du Togo français et établit le collège unique.
Des deux députés élus en juin dans l'ancienne double circonscription, Jacques Bertho (MRP) pour le collège des citoyens ne se représente pas, et Sourou Migan Apithy (SFIO) élu dans le collège autochtone se présente pour le Togo français.

## Élus
| Député sortant | Parti | Parti | Député élu ou réélu | Parti | Parti     |
| -------------- | ----- | ----- | ------------------- | ----- | --------- |
| Siège créé     |       |       | Martin Aku          |       | CUT (URR) |

## Résultats

### Résultats à l'échelle du département
|          | CUT (URR)       | Martin Aku        | 4 726 | 74,27  |  |  |
|          | PTP (Admin fr.) | Nicolas Grunitzky | 1 637 | 25,73  |  |  |
|          |                 |                   |       |        |  |  |
| Inscrits | Inscrits        | Inscrits          | 9 571 | 100,00 |  |  |
| Votants  | Votants         | Votants           | 6 478 | 67,68  |  |  |
| Exprimés | Exprimés        | Exprimés          | 6 363 | 98,23  |  |  |